# San Lorenzo (ort i Colombia, Nariño, lat 1,51, long -77,22)
San Lorenzo är en ort i Colombia.   Den ligger i departementet Nariño, i den sydvästra delen av landet, 500 km sydväst om huvudstaden Bogotá. San Lorenzo ligger 1 995 meter över havet och antalet invånare är 2 394.
Terrängen runt San Lorenzo är varierad. Runt San Lorenzo är det ganska tätbefolkat, med 96 invånare per kvadratkilometer. Närmaste större samhälle är La Unión, 14,6 km nordost om San Lorenzo. Omgivningarna runt San Lorenzo är en mosaik av jordbruksmark och naturlig växtlighet.